# Singularité de coordonnées
Une singularité de coordonnées est une singularité que présente une métrique mais qui n'est qu'apparente, n'étant due qu'au choix d'un système de coordonnées inadapté.
L'exemple le plus classique de singularité de coordonnées est, en géographie, la longitude des pôles Nord et Sud géographiques terrestres.
En physique, l'exemple le plus classique de singularité de coordonnées est la singularité présente sur l'horizon d'un trou noir statique et de charge électrique nulle lorsqu'on utilise la métrique de Schwarzschild telle que l'a initialement écrite ce dernier.